# Chris Laidlaw
Pour les articles homonymes, voir Laidlaw.

a Compétitions nationales et continentales officielles uniquement.

b Matchs officiels uniquement.
Dernière mise à jour le 26 mai 2011.
Christopher Robert Laidlaw, plus connu sous le nom de Chris Laidlaw, né le 16 novembre 1943 à Dunedin, est un joueur de rugby à XV néo-zélandais, évoluant au poste de demi de mêlée. International All-Blacks à vingt reprises entre 1964 à 1970, inscrivant douze points, il dispute également d'autres rencontres sous le maillot noir pour un total de 57 matchs. Il est également capitaine des All Blacks à une reprise.
En 2024, il est introduit au Temple de la renommée World Rugby.

## Biographie
Peu de joueurs de rugby à XV ont eu une carrière aussi brillante et complète que celle de Laidlaw, que ce soit sur le terrain ou en dehors. Après une brillante carrière sportive avec les Blacks, il est devenu diplomate, haut commissaire au Zimbabwe, secrétaire au Commonwealth, conciliateur pour les relations raciales, Directeur exécutif du "Worldwide Fund for Nature" en Nouvelle-Zélande et membre du parlement de Nouvelle-Zélande.

### Carrière sportive
Sur le plan sportif, Laidlaw était un jeune prodige, à 19 ans il faisait partie de l’équipe de son université et fit une telle impression qu’il rejoignit l’équipe de Otago et joua pour l’île du Sud et l’équipe universitaire de Nouvelle-Zélande. À cette époque il a développé sa passe et son jeu au pied, ainsi que son sens tactique, des capacités qui feront de lui un indiscutable joueur des All-Blacks pendant huit ans.
Alors qu’il n’avait pas 20 ans (exactement 19 ans et 344 jours), il reçut sa première cape d’international. Puis il participa à sa première tournée avec les Blacks en Grande-Bretagne et en France alors qu’il avait guère plus de 20 ans. Il a disputé son premier test match le 8 février 1964, c’était contre la France.
En 1964, il était capitaine de l’équipe de Nouvelle-Zélande des moins de 23 ans, et il disputa son premier test avec les Blacks contre l'équipe d'Australie.
Dès 1965 il était devenu le titulaire indiscutable au poste de demi de mêlée, et joua un rôle important lors des victoires contre l'Équipe d'Afrique du Sud (ou Springboks) et contre les Lions britanniques l’année suivante.
À partir de 1967, Laidlaw fut en concurrence avec Sid Going pour le poste de demi de mêlée des Blacks, mais Laidlaw avait généralement la préférence du sélectionneur.
Laidlaw a été capitaine des Blacks une seule fois en 1968 en remplacement de Brian Lochore qui était blessé.
Il a été un des premiers Blacks à avoir joué dans des équipes européennes. En 1968 il rejoint l'université d'Oxford et permet à l'équipe universitaire de battre les Springboks par 6 à 3 en 1970. Il a joué aussi avec le Lyon OU en 1970, année où il permet au club lyonnais de retrouver l'élite et 1971 alors qu'il faisait ses études à l'université de Lyon.  
Laidlaw a joué 50 matchs pour Otago entre 1962 et 1967. Il prit sa retraite de joueur le 29 août, 1970 après une tournée en Afrique du Sud alors qu’il n’avait que 27 ans. 
Il a remporté pratiquement tous ses tests matchs, contre toutes les grandes nations de rugby, à l’exception de trois défaites (sur sept matchs disputés) contre l'Équipe d'Afrique du Sud.
Il a écrit ses mémoires de joueur dans un livre "Mud in Your Eye", publié en 1973, qui provoqua une polémique, notamment avec ses anciens coéquipiers.

### Carrière extra-sportive
En 1972, Laidlaw rejoint le ministère des affaires étrangères et devient assistant du secrétaire général du Commonwealth, Sonny Ramphal. En 1986, il devient le premier haut commissaire Néo-Zélandais à Harare, représentant les intérêts de la Nouvelle-Zélande en Afrique. En 1989, Laidlaw est conciliateur pour les relations raciales.
Laidlaw est élu membre du parlement en 1992 à Wellington, mais n'a pas été réélu en 1993. Il a été élu en 2010 lors d'élections régionales à Wellington.
En 2010, Laidlaw écrit un autre livre sur le rugby Somebody stole my game (traduction: quelqu'un a volé mon jeu).

## Statistiques en équipe nationale
- Nombre de tests avec les Blacks :  20 (17 victoires, 3 défaites contre les Springboks)
- Autres matchs avec les Blacks : 37
- Matchs avec les Blacks par année : 10 en 1963, 10 en 1964, 4 en 1965, 4 en 1966, 9 en 1967, 8 en 1968, 12 en 1970